# Can Travi Nou
Can Travi Nou és una masia situada a l'antic camí de Sant Cebrià, actualment carrer de Jorge Manrique, al barri de la Vall d'Hebron de Barcelona, catalogada com a bé amb elements d'interès (categoria C). Actualment, hi ha un restaurant.

## Història
Els Travi, una família de la noblesa amb grans propietats al nord de Catalunya, després que els terrenys fossin expropiats per urbanitzar les terres arran del creixement urbà d'Horta a la segona meitat del segle xx, vengueren la casa als masovers, els descendents dels quals més tard la convertiren en restaurant i adoptaren el nom del mas per a crear l'empresa de restauració Grup Travi.

## Descripció
De començament del segle xviii, la masia tenia una base quadrangular que constava d'una planta baixa i pis i va ésser transformada en torre senyorial als anys 1920, mantenint-ne l'estructura tradicional però s'hi afegí un pis i dos edificis annexos laterals de planta baixa i pis. A l'interior es conserven els paviments originals de la planta baixa i el primer pis.